# Венона (Илиноис)
Венона (енгл. Wenona) град је у америчкој савезној држави Илиноис. По попису становништва из 2010. у њему је живело 1.056 становника.

## Демографија
Према попису становништва из 2010. у граду је живело 1.056 становника, што је 9 (0,8%) становника мање него 2000. године.
| Група             | 2000.         | 2010.       |
| Белци             | 1.026 (96,3%) | 997 (94,4%) |
| Афроамериканци    | 4 (0,4%)      | 5 (0,5%)    |
| Азијати           | 2 (0,2%)      | 4 (0,4%)    |
| Хиспаноамериканци | 16 (1,5%)     | 42 (4,0%)   |
| Укупно            | 1.065         | 1.056       |